# Sankt Margarethen im Lungau
Sankt Margarethen im Lungau osztrák község Salzburg tartomány Tamswegi járásában. 2019 januárjában 712 lakosa volt. 

## Elhelyezkedése

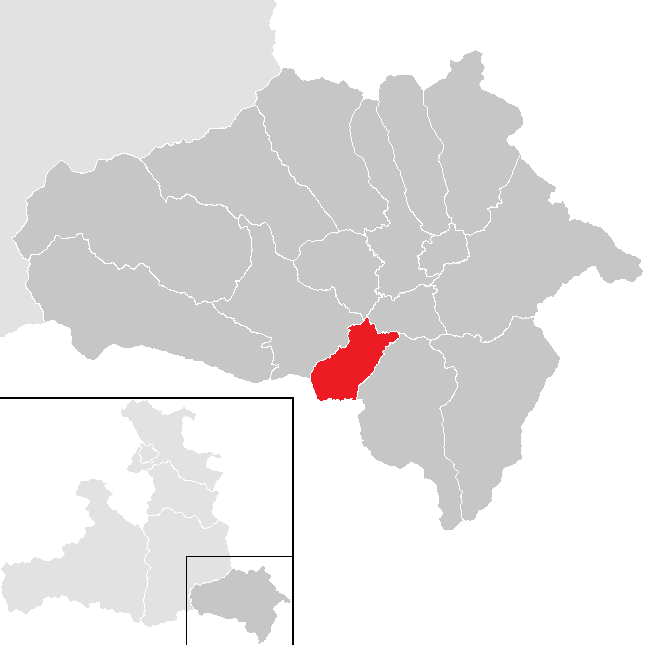
Sankt Margarethen im Lungau a Tamswegi járásban

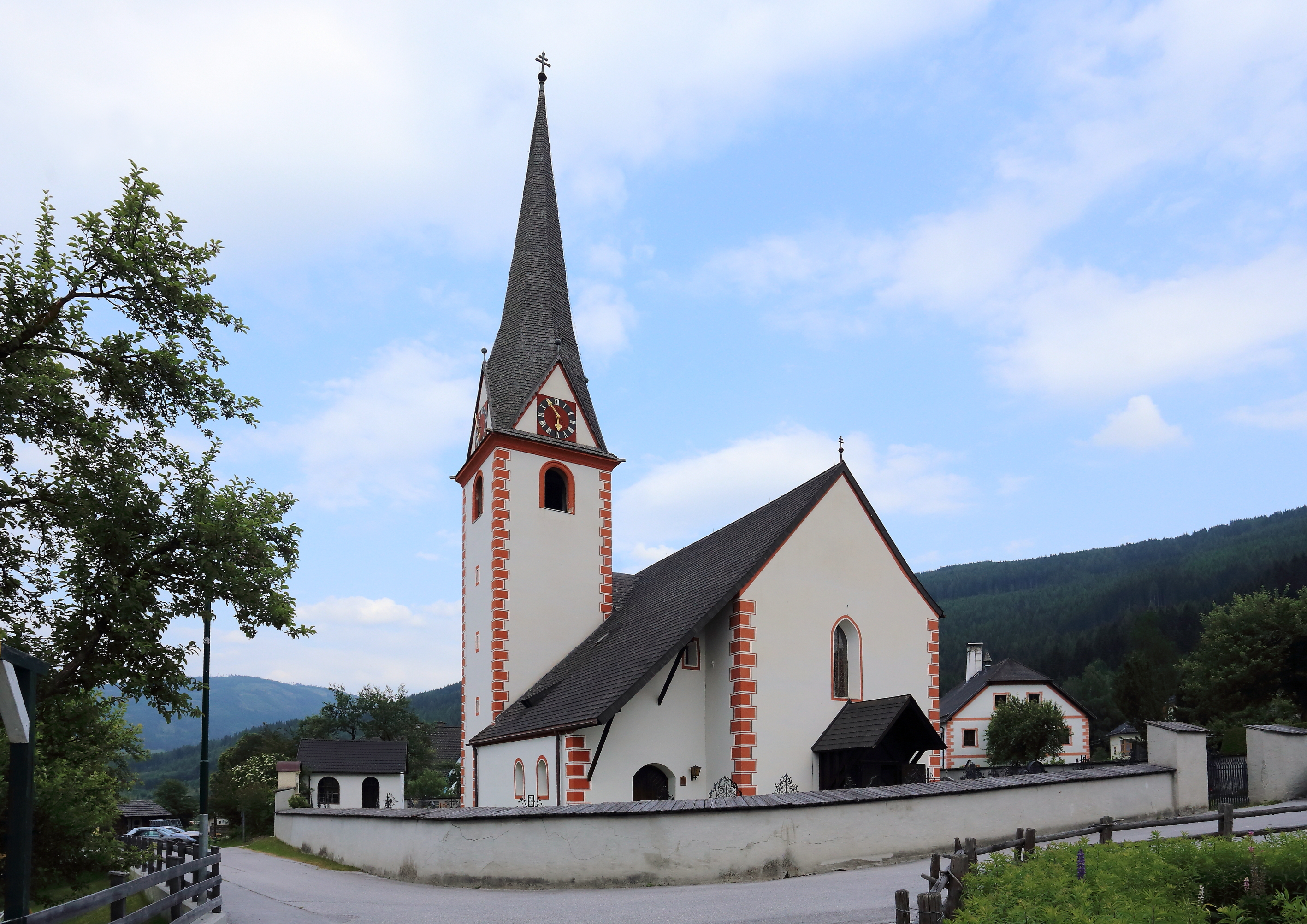
A Szt. Margit-plébániatemplom

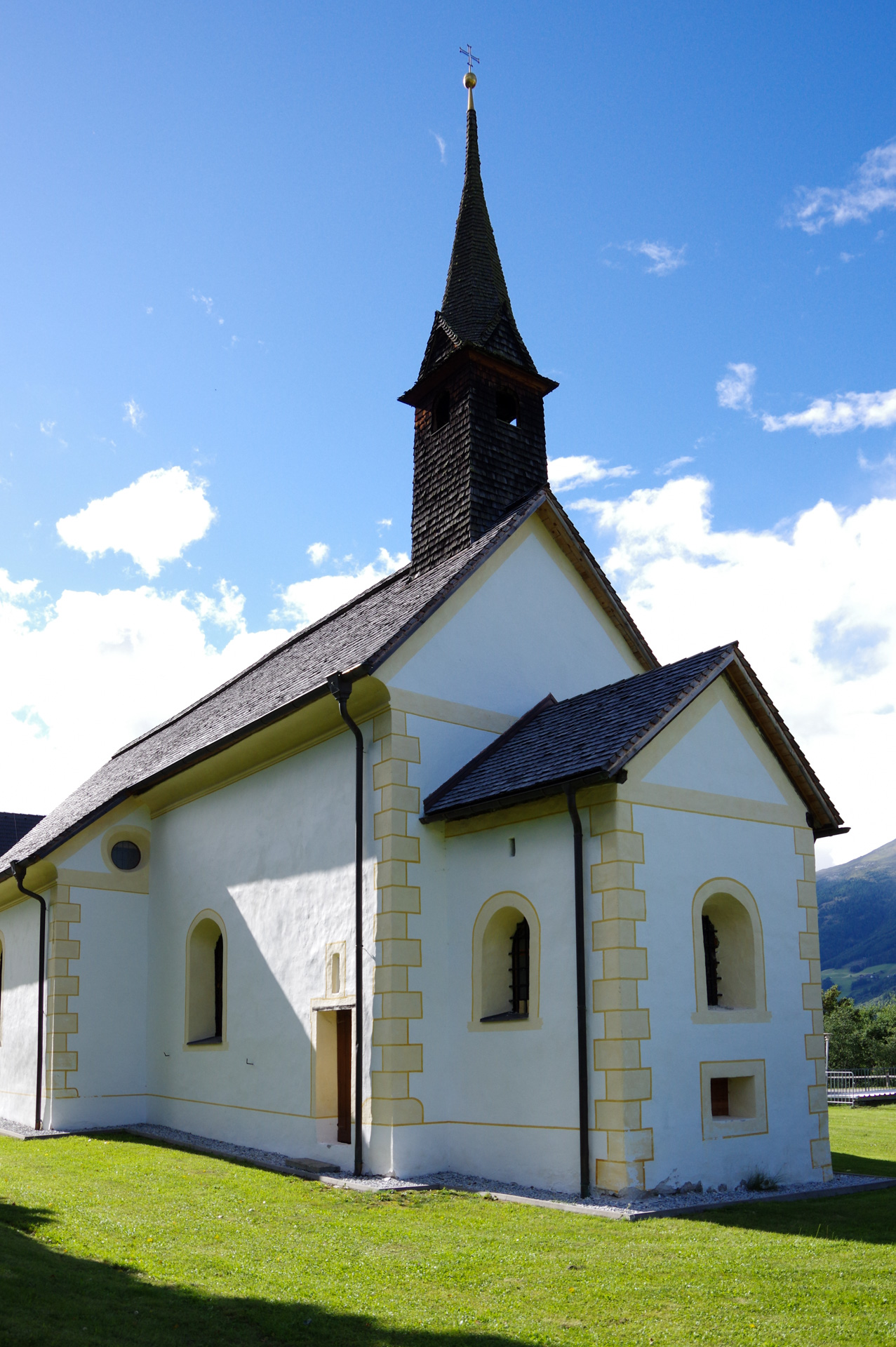
A Szt. Ágoston-templom

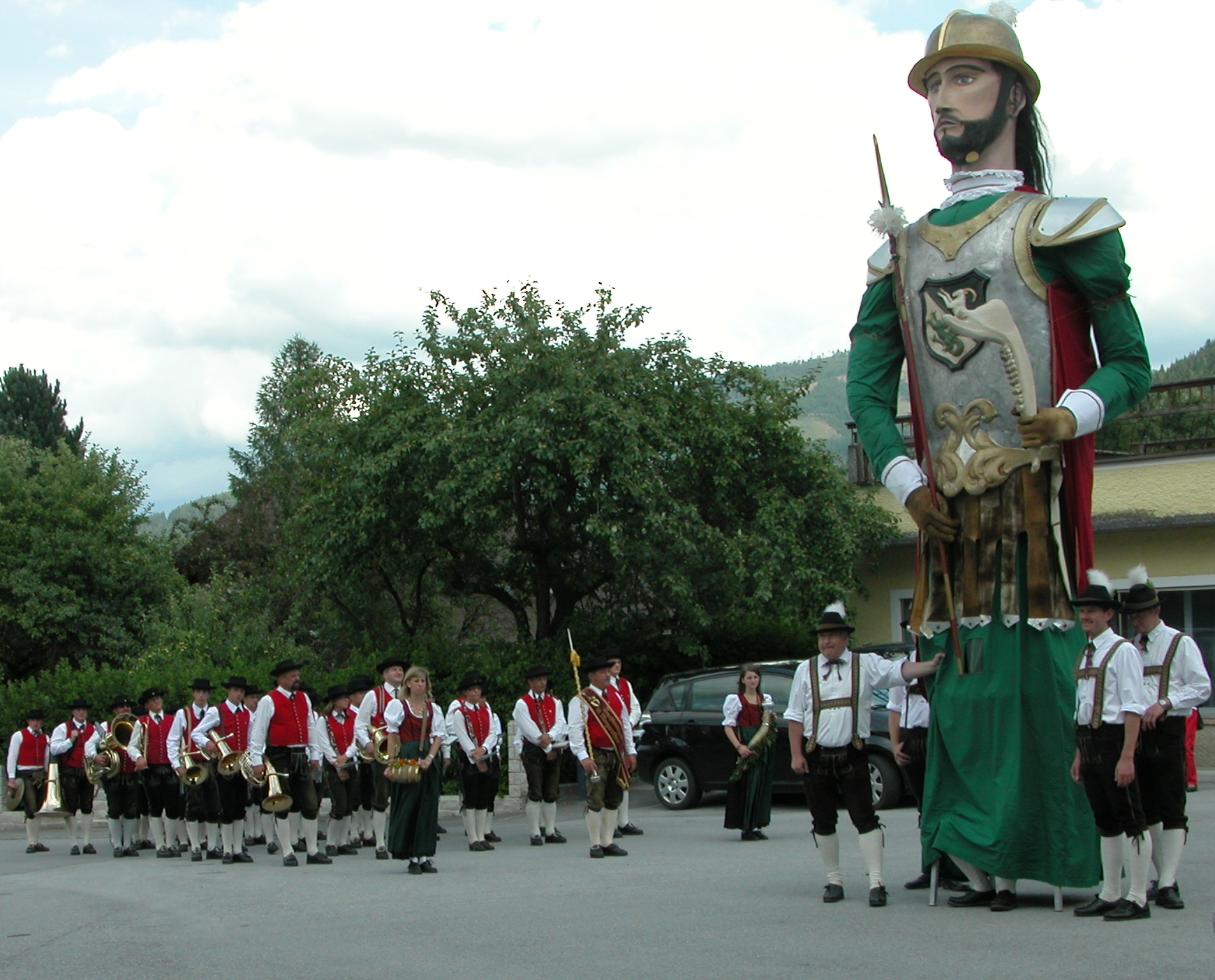
Sámson-felvonulás St. Margarethenben

Sankt Margarethen im Lungau Salzburg tartomány Lungau régiójában, a Lungauer Nockgebiet hegységben, a Leißnitzbach folyó mentén fekszik. Legmagasabb hegyei az Aineck (2210 m), a Teuerlnock (2145 m) és a Schöngelitzhöhe (1812 m). Az önkormányzat 6 településrészt, illetve falut egyesít: St. Margarethen, Oberbayrdorf, Unterbayrdorf, Pichlern, Staig és Triegen. 
A környező önkormányzatok: északnyugatra Sankt Michael im Lungau, északra Mauterndorf, északkeletre Unternberg, délkeletre Thomatal, délre Rennweg am Katschberg (Karintia).

## Története
St. Margarethen helyén az ókorban a Teurniába vezető római út húzódott. A rómaiak jelenlétére számos egyéb lelet, mint egy Mithrász-szentély, mérföldkövek, sírok, házak alapjai, utalnak.
A település eredeti neve Byrdorf volt, ami miatt feltételezhető, hogy a Lungauba betelepülő bajorok grófjának itt volt a székhelye. A birtok és a mára elpusztult lakótorony tulajdonosa 1612-ig a salzburgi érsek hűbéresei, a Moosham nemzetség volt. Szt. Margitról elnevezett kápolnáját 1231-ben említik először; 1416-ban pedig az itteni - ma már nem létező - kastélyt is. A kápolnát 1400-ban templommá szentelték, 1586-ban pedig jelentősen kibővítették. 
A község neve 1951-ig Sankt Margarethen volt; ekkor bővítették ki a mai Sankt Margarethen im Lungau-ra.

## Lakosság
A Sankt Margarethen im Lungau-i önkormányzat területén 2019 januárjában 712 fő élt. A lakosságszám a csúcspontját 2001-ben érte el 771 fővel, azóta enyhe csökkenés tapasztalható. 2017-ben a helybeliek 92,3%-a volt osztrák állampolgár; a külföldiek közül 2,6% a régi (2004 előtti), 3,6% az új EU-tagállamokból érkezett. 2001-ben a lakosok 93,3%-a római katolikusnak, 1,3% ortodoxnak, 2,5% pedig felekezeten kívülinek vallotta magát. Ugyanekkor 5 magyar élt a községben. 
A lakosság számának változása:

| 2016 | 742 |
| 2018 | 725 |

## Látnivalók
- a késő gótikus Szt. Margit-plébániatemplom
- a Szt. Ágoston-templom
- a hagyományos Sámson-felvonulás

## Fordítás
- Ez a szócikk részben vagy egészben  a   Sankt Margarethen im Lungau című német Wikipédia-szócikk ezen változatának fordításán alapul.  Az eredeti cikk szerkesztőit annak laptörténete sorolja fel. Ez a jelzés csupán a megfogalmazás eredetét és a szerzői jogokat jelzi, nem szolgál a cikkben szereplő információk forrásmegjelöléseként.